# Kononiwka (osiedle)
Kononiwka (ukr. Кононівка) – osiedle na Ukrainie, w obwodzie czerkaskim, w rejonie złotonoskim, w hromadzie Szramkiwka. W 2001 liczyło 522 mieszkańców.